# Округ Вашингтон (Мериленд)
Округ Вашингтон (енгл. Washington County) је округ у америчкој савезној држави Мериленд.

## Демографија
По попису из 2010. године број становника је 147.430, што је 15.507 (11,8%) становника више него 2000. године.
| Група             | 2000.           | 2010.           |
| Белци             | 117.518 (89,1%) | 122.748 (83,3%) |
| Афроамериканци    | 10.247 (7,8%)   | 14.133 (9,6%)   |
| Азијати           | 1.050 (0,8%)    | 2.056 (1,4%)    |
| Хиспаноамериканци | 1.570 (1,2%)    | 5.104 (3,5%)    |
| Укупно            | 131.923         | 147.430         |